# 森本更紗
森本 更紗（もりもと さらさ、1993年2月28日 - ）は、日本の元子役である。
大阪府富田林市出身。サンミュージックブレーンに所属していた。血液型O型。身長161cm。帝塚山学院泉ヶ丘高等学校を経て大阪府立大学に進学、卒業。
5歳からCMやテレビドラマを中心に活動を開始した。2013年1月現在、サンミュージックブレーンおよびサンミュージック大阪のWebサイトからプロフィールは削除されている。
大学卒業後は作業療法士として就職し、芸能界を事実上引退した。2017年10月、一般男性と結婚した。

## 出演

### テレビドラマ

#### 連続ドラマ
- 新部長刑事 アーバンポリス24（2000年、朝日放送）
- 愛の劇場 大好き!五つ子3（2001年、TBS）- 京子 役
- ドラマ30 おかみさんドスコイ!!（2002年4月 - 5月、MBS）- 菜々 役
- しあわせのシッポ 3話（2002年4月 - 6月、TBS）
- 水曜ドラマ ごくせん　3話（2002年4月 - 6月、日本テレビ）- 寺泊を目撃する小学生 役
- 貫太ですッ! 36-38話（2003年、東海テレビ）
- ドラマ愛の詩 パパ トールド★ミー 大切な君へ 12話（2003年4月 - 6月、NHK教育）- 史織 役
- NHK朝の連続テレビ小説 わかば 134話、137話（2005年、NHK）- 星野香織 役
- 土曜ドラマ 女王の教室（2005年7月 - 9月、日本テレビ）- 安藤桜 役
- Ns'あおい 第8話（2005年1月 - 3月、フジテレビ）- 高樹美保 役
- 母親失格（2007年1月 - 3月、東海テレビ）倉本千弘 役
- 受験の神様 第1話（2007年7月 - 9月、日本テレビ）

#### 単発ドラマ
- 火曜サスペンス劇場 救命救急センター4（2002年、日本テレビ）- 周子（幼少期）役
- 火曜サスペンス劇場 生死不明（2002年、日本テレビ）- 池端弘子 役
- 火曜サスペンス劇場 松本清張スペシャル・事故（2002年7月9日、日本テレビ）- 小沢直美 役
- 金曜エンタテイメント 天使の歌声 〜小児病棟の奇跡〜（2002年8月9日、フジテレビ）
- 上条麗子の事件推理3 死を呼ぶ遺産相続（2003年、TBS）上条麗子（幼少） 役
- ピルグリ（2003年1月18日、BSフジ）- 佐藤リカ 役
- 失われた約束 引き裂かれた愛の行方（2003年9月16日、関西テレビ）
- 土曜ワイド劇場 ラーメン刑事「龍」の殺人推理(4)（2003年9月20日、テレビ朝日）- 宮本琴絵 役
- 水曜プレミア 四谷くんと大塚くん/天才少年探偵登場の巻（2004年7月21日、TBS）- 鮎川京子 役
- 月曜ミステリー劇場 十津川警部シリーズ33 東北新幹線”はやて”殺人事件（2004年、TBS）
- 新春ワイド時代劇 国盗り物語二部 蝮の道三・虎の信長（2005年1月2日、テレビ東京）- 帰蝶 役
- 生きたい〜家族の命リレー・生体肝移植（2005年1月22日、朝日放送）- 兵藤知花 役
- 月曜ミステリー劇場 弁護士二重丸承子 赤い不在証明（2005年、TBS）
- 橋田寿賀子スペシャル 夫婦（2006年2月4日、テレビ朝日）- 中尾みどり 役
- DRAMA COMPLEX コシノ家の闘う女たち〜肝っ玉お母ちゃんとパワフル三姉妹（2006年、日本テレビ）- コシノヒロコ（幼少） 役
- 1リットルの涙 特別編〜追憶〜（2007年4月5日、フジテレビ）- 池内理加 役
- 土曜プレミアム しゃばけシリーズ第一弾「しゃばけ」（2007年11月、フジテレビ）- 升田屋の娘 役

### 映画
- ジョゼと虎と魚たち（2003年）少女フキ 役

### 舞台
- 精神科病棟の休日（2000年）医者の娘 役
- ミュージカル「時空の果てに...」（2001年）

### イベント
- Fuzzy Function Festival（2002年）[2]
4月から8月、および12月の合計6回、H・B・Kのメンバーとして参加。
H・B・Kのメンバーは、4月は森本更紗、仲山真由、辻彩耶香、小浦彩里、内田薫。
5月以後は森本更紗、仲山真由、小浦彩里。

### CM
- サラヤ、ヤシノミ洗剤（1998年）
- ファミリー引越センター（1999年）
- サティ（1999年）
- 丸大食品、燻製屋 ピザ&バンダナ編（2000年）
- 丸大食品、燻製屋 クッキンパ&コック編（2001年）
- HONDA、ハッピーキャンペーン（2001年）
- バンダイ、ジュエルドロップドレッサーセット（2001年）
- ニッスイ、大学いも（2003 - 2004年）
- エクセル制服（2006 - 2007年）
- ワオ・コーポレーション、能開センター（2007 - 2009年）
- Kracie（2007 - 2008年）

### オリジナルビデオ
- フェアリーセクター テントーBattle 6「バトル・バグ」（2002年）イエローオレンジテントー 役
- フェアリーセクター テントーBattle 7「バグ・フェアリー・ビーチ」（2003年）イエローオレンジテントー 役